# Mistrz lat 1486–1487
Mistrz lat 1486–1487 zwany również "Mistrzem Dat Rocznych" (j. niem. Meister der Jahreszahlen)  – anonimowy malarz, aktywny na Śląsku, głównie we Wrocławiu.
Jego przydomek pochodzi od dat pozostawionych na atrybutowanych mu skrzydłach nastawy ołtarza głównego kościoła św.św. Piotra i Pawła w Strzegomiu. Określenie to nadali mu niemieccy historycy Heinz Braune i Erich Wiese w 1929 roku .
Mistrz lat 1486–1487 identyfikowany był z Mistrzem Pawłem, który w 1474 roku był starszym cechu we Wrocławiu, w latach 1482–1483 pracował dla kościoła św. Elżbiety, a w 1485 dla kościoła dominikanów.

## Działalność artystyczna
Pierwsze nauki w malarstwie stawiał prawdopodobnie w Norymberdze, w warsztacie malarza Michaela Wolgemuta, gdy ten pracował nad poliptykiem dla kościoła w Zwickau, na co wskazywać mają podobieństwa w zakresie kompozycji i technologii wykonania jego późniejszych obrazów; w tym okresie wykonał tablice do ołtarza w Neumarkt. Jak twierdzi Agnieszka Patała mógł również wzorować się na rycinach Martina Schongauera.
Od 1485 roku, przez kolejne dziesięć lat, prowadził własną pracownię we Wrocławiu. W tym czasie stworzył kilka dużych malowanych nastaw ołtarzowych wraz z rzeźbami w środkowych kwaterach. W latach 1485–1487 wykonał poliptyk do ołtarza wrocławskiego kościoła poaugustiańskiego NMP na Piasku, z którego do czasów obecnych zachował się tylko fragment jednej kwatery ze scenami Narodzenia i Biczowania (Muzeum Narodowe We Wrocławiu); druga kwatera była opatrzona datą "1485". W tym samym okresie, w latach 1486-1487, mistrz wykonał poliptyk do bazyliki św. Piotra i św. Pawła w Strzegomiu (Poliptyk strzegomski), z którego zachowało się dwanaście obrazów; cykl "Radości Marii" zakończony sceną Wniebowzięcia (zachowane fragmenty), z drugiego otwarcia z zachowanego cyklu pasyjnego zachowało się sześć scen a z zewnętrznego prawego rewersu zachowały się dwie sceny przedstawiające Zaśnięcie Marii i Nawrócenie św. Pawła. Porównując obie prace, większą wartość artystyczną prezentuje poliptyk wrocławski, zarówno pod względem bogactwa kompozycji jak i staranniejszego wykonania. Widoczne jest to zwłaszcza w dwóch scenach narodzenie i Biczowanie, które w różnych wersjach występują na obu pracach; w wersji wrocławskiej ukazano szeroki krajobraz ożywiony sztafażem oraz przedstawiono bardziej zróżnicowane typy fizjonomiczne. Być może w retabulum strzegomskim Mistrz jedynie nadzorował prace a szczegóły wykonywali pomocnicy.
Nieco odmienne ustalenia co do działalności artystycznej "Mistrza lat 1486–1487" przedstawiała w swoich kilku pracach Anna Ziomecka. Według niej, artysta pochodził spoza terenów Śląska a nauki rzemiosła pobierał na terenie Frankonii, być może u kogoś z kręgu pracowni Michaela Wolgemuta. Po wykonaniu obrazów z Neumarkt, wraz ze swoimi współpracownikami przybył na Śląsk, prawdopodobnie z powodu otrzymania zlecenia na wykonanie nastawy do kościoła wrocławskich Kanoników Regularnych. Swoją aktywność we Wrocławiu zaznaczył w latach osiemdziesiątych XV wieku a lata dziewięćdziesiąte i pierwszą dekadę XVI wieku spędził w Świdnicy. Według Ziomeckiej pracownia artystyczna specjalizowała się w realizacjach malarskich a wypełnienia szafy nastawy wykonywali współpracujący z nimi różni rzeźbiarze. Fakt istnienia warsztatu mistrza we Wrocławiu zostały potwierdzone przez Tadeusza Dobrzenieckiego, Jakuba Kostowskiego oraz Roberta Suckale.

## Charakterystyka stylu i jego wpływ
Jego prace charakteryzuje silny, graficzny modelunek o mało urozmaiconym kolorycie; "w jego palecie przewagę mają czerwienie oraz brązy, wraz z jasnym, szarawym błękitem i trawiastą zielenią". W swoich pracach, jako pierwszy na Śląsku, stosował technikę aplikowania na powierzchnię brokatowego wzoru  przez co obecnie w miejscach jego nałożenia znajdują się puste pola na obrazach.
Jako malarz regionalny, wrocławski, w jego pracach można zauważyć charakterystyczne elementy dla malarstwa śląskiego czyli m.in. sposób kształtowania włosów oraz oczu. Według Tadeusza Dobrowolskiego stosował on w swoich dziełach rodzime rozwiązania formalne a także typizacje twarzy kobiecych i męskich oraz wydłużenie proporcji ciał i rak przedstawianych postaci. Podobne wnioski wysuwał Mieczysław Zlat, przy czym wysuwał on również hipotezę, że Mistrz lat 1486–1487 jest tożsamy z czynnym w latach siedemdziesiątych i osiemdziesiątych XV wieku wrocławskim mistrzem Pawłem.
Styl Mistrza lat 1486–1487 wywarł wpływ na późniejszych późnogotyckich artystów m.in. na jego ucznia Mistrza ołtarza z Gościszowic.

## Uczniowie
Do jego wybijających się uczniów należy twórca pentaptyku w wiejskim kościele w Gościszowicach od którego wziął swój przydomek: Mistrz ołtarza z Gościszowic.

## Przypisywane prace

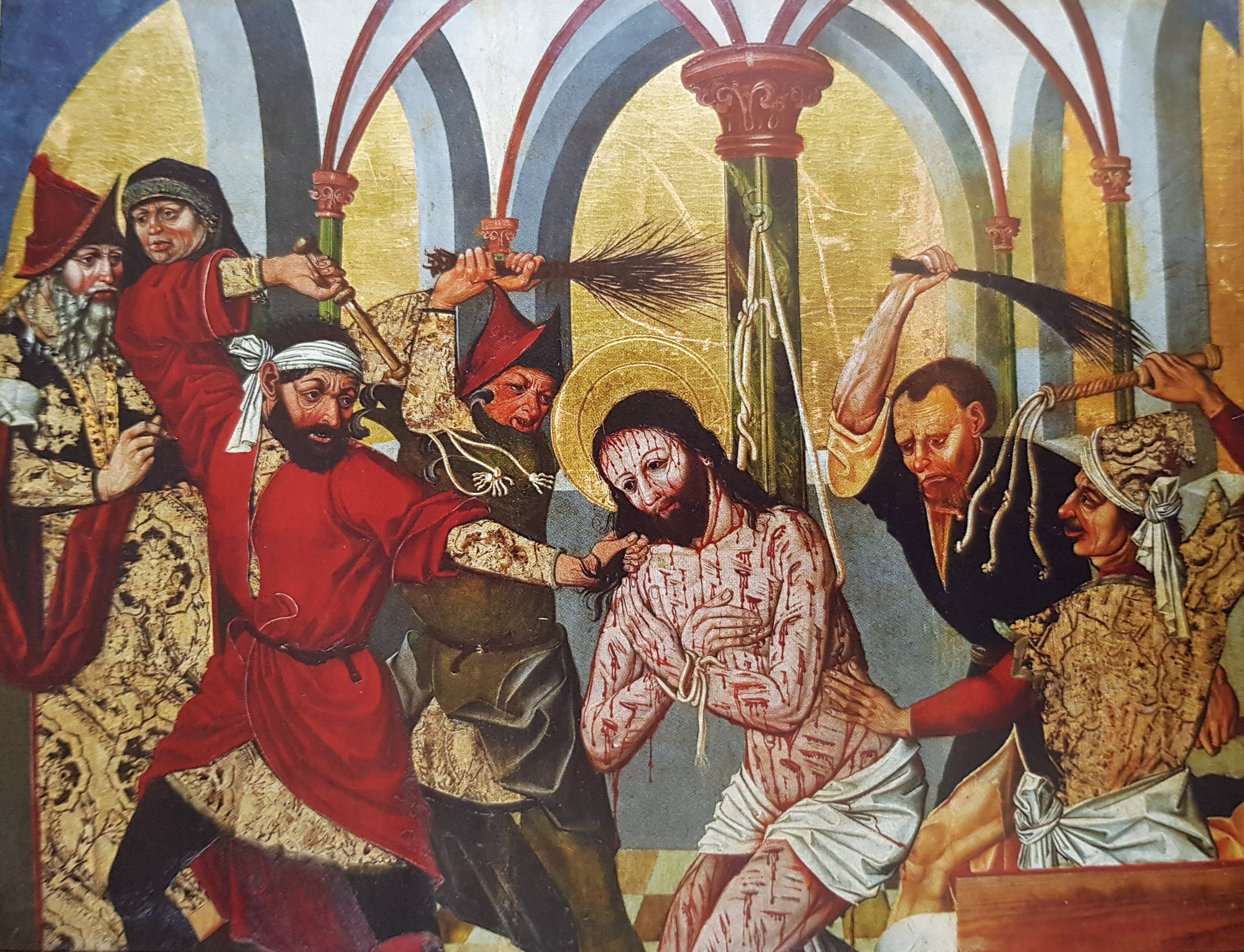
Biczowanie Chrystusa, kwatera z poliptyku z kościoła NMP na Piasku we Wrocławiu

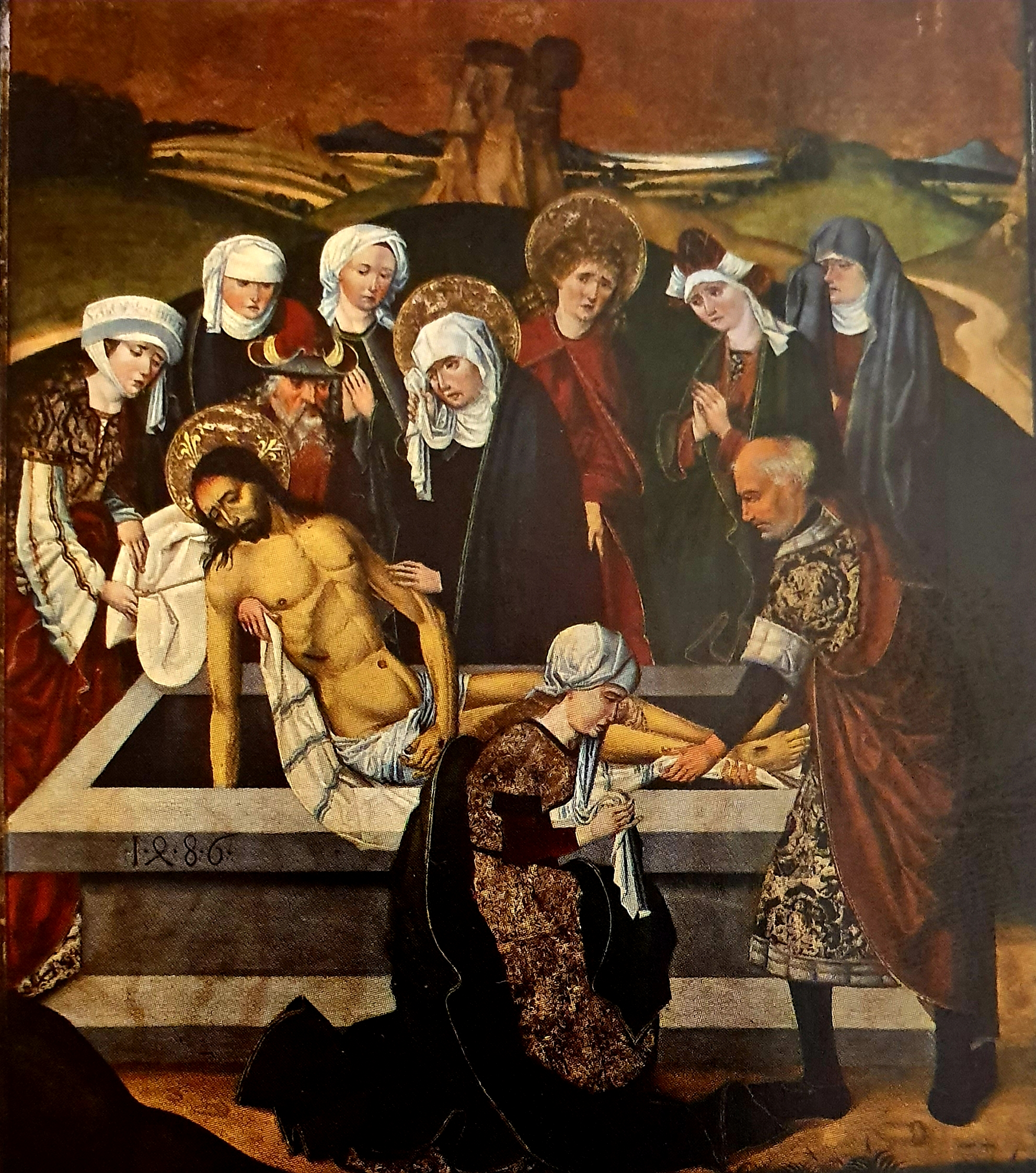
"Złożenie do grobu", kwatera z ołtarzu kościoła św. św. Pawła i Piotra w Strzegomiu

### Pracownia

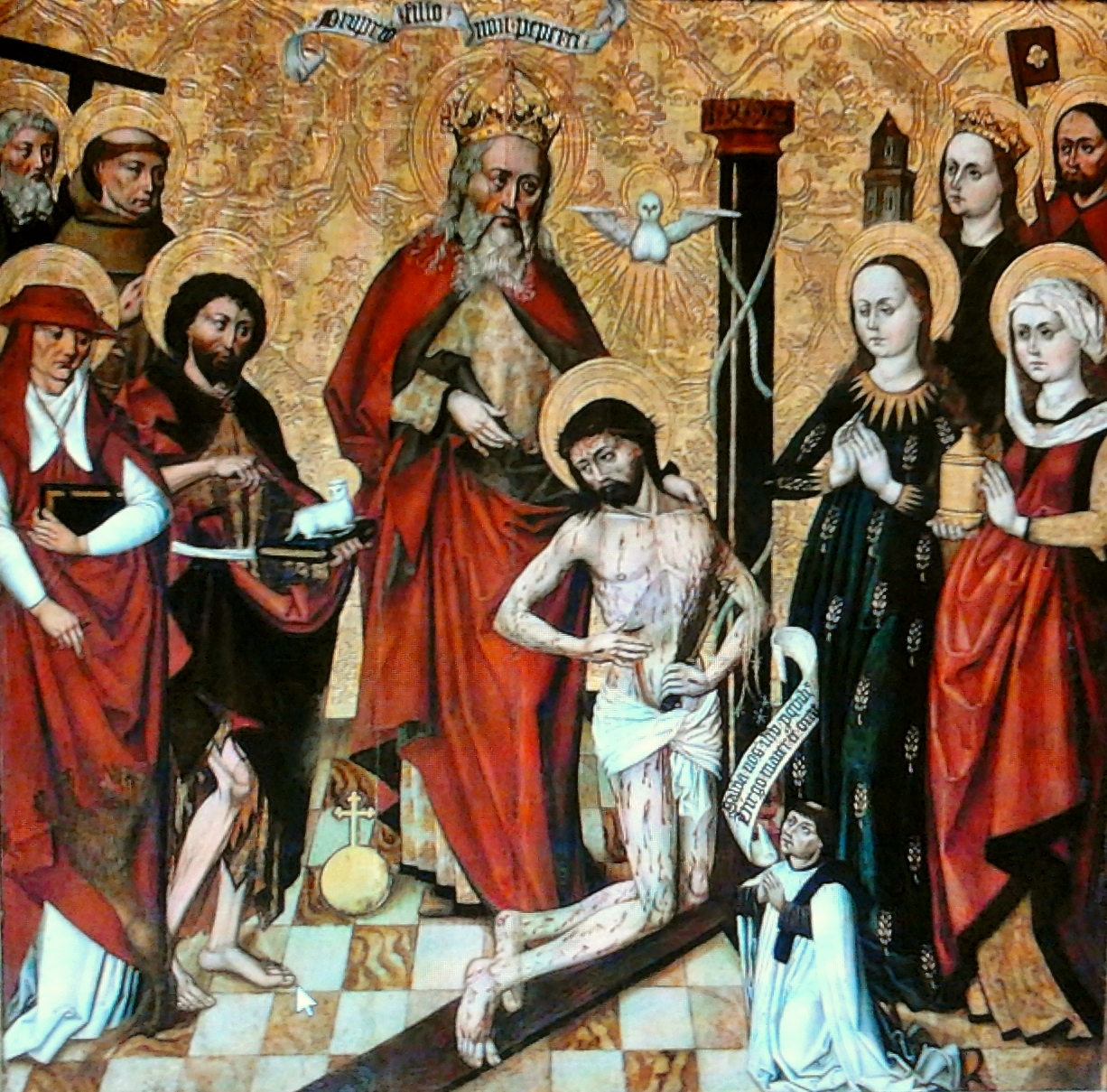
Chrystus Bolesny ofiarowany przez Boga Ojca scena z epitafium nieznanego zakrystiana z kościoła św. Elżbietywe Wrocławiu, 1492 MNWr